# قسم غوهران الريفي (مقاطعة بشاكرد)
قسم غوهران الريفي (بالفارسية: دهستان گوهران) هي منطقة ريفية تقع في إيران في هرمزغان. يقدر عدد سكانها بـ 13,017 نسمة .